# هلور العليا (سيد جمال الدين)
هلور العلیا (بالفارسية: هلور علیا) هي قرية تقع في إيران في قسم سید جمال الدین الريفي. يقدر عدد سكانها بـ 233 نسمة .